# Xanthorhoe luminosa
Xanthorhoe luminosa är en fjärilsart som beskrevs av Inoue 1982. Xanthorhoe luminosa ingår i släktet Xanthorhoe och familjen mätare. Inga underarter finns listade i Catalogue of Life.